# Nizaucy
Nizaucy (biał. Нізаўцы; ros. Низовцы) – przystanek kolejowy w pobliżu miejscowości Słabodka, w rejonie szkłowskim, w obwodzie mohylewskim, na Białorusi. Leży na linii Orsza - Mohylew.
Do otwarcia nowego przystanku we wsi Słabodka w sierpniu 2011, przystanek nosił nazwę Słabodka. Obecna nazwa pochodzi od pobliskiej miejscowości Nizoucy.